# Иоанн Яренгский
Иоанн Яренгский (ум. 1561) — святой Русской православной церкви.

## Биография
О мирской жизни Иоанна известно очень мало. Ученик и близкий человек митрополита Московского Филиппа, когда Филипп был ещё соловецким игуменом. В 1561 году Иоанн вместе с другим иноком Лонгином утонул в море во время бури, разбившей их судно; тела их море выбросило у села Яренги (Яреньги).
В 1625 году патриарху Филарету было доложено о чудесах, совершавшихся над их могилой; после исследования об этих чудесах Иоанн и Лонгин были признаны святыми.
2 июля 1638 года мощи Иоанна и Лонгина были перенесены в церковь, а память установлено праздновать 3 июля, а также в 3-е воскресенье по Пятидесятнице — в Соборе Новгородских святых; 21 мая — в Соборе Карельских святых; 9 августа — в Соборе Соловецких святых и 24 июня.